# 닌자전대 카쿠레인저
닌자전대 카쿠레인저(일본어: 忍者戦隊カクレンジャー)는 1994년 2월 18일부터 1995년 2월 24일까지 했던 일본의 특촬 드라마다. 미국에서는 1995년 9월 《마이티·모핀 파워레인저》 3기와 1996년 2월 《마이티·모핀 에일리언 레인저》으로 리메이크 되었다. 이 전대의 구성 멤버들은 인풍전대 허리켄저, 수리검전대 닌닌저와 같이 유일하게 닌자들로 구성되어 있는 전대이다.

## 개요
중화 맛 넘치는 전작 《오성전대 다이레인저》에 대한 본 작품에서는 전대 측의 모티브의 "닌자"이나 일본 고래의 요괴들을 모델로 한 적 유령 등 시리즈로서는 처음으로 본격적인 합 스타일이 도입되었다. 그러나 적 유령에 상당하는 요괴의 디자인은 기존 이미지에 얽매이지 않고, 스트리트 패션을 느끼게 하는 수수한 것이다. 또 전투 장면에서는, 아메리칸 코믹스의 같은 의음 말 풍선을 도입하는 등 독자적인 연출이 받아들여졌다.
또 슈퍼 전대 시리즈로는 최초로 여성 멤버이고 레드 이외의 전사들이 리더로 설정되는 등, 본 작품에서는 의욕적인 신기축도 다수 포함되어 있다. 제24말까지를 제1부 제25말 이후를 제2부 〈청춘 격투 편〉으로서 자리 매김한 두부 구성에 의해작극도 그 일환이며 제1부에서는 리더인 츠루히메와 사명감이 떨어지는 남성들이라는 구도를 주축으로 코믹한 작품 세계가 구축되었다. 이야기가 진행하면서 배틀 액션적인 측면도 강화되고 제2부 이후는 그 측면을 앞세우면서 카쿠레인저의 성장에 맞추어 보다 진지한 전개로 이동해 갔다. 이 밖에 시청자로 작품 세계를 친밀하게하는 역할로서 제1부에서는 강석사에 의한 요괴 등의 해설이 곳 곳에 담기고 있고 동시에 기존의 작품에서 나레이션의 역할도 맡게 됐다.
전 두편에서 도입된 인기를 누렸다. 〈레귤러 캐릭터로서의 6번째의 전사〉이지만, 본 작품에서도 이 요소를 계속 답습해야 하는 것 아니냐는 의견이 나왔지만, 결과적으로는 지연되는 형태로 기존 5명 체제로 회귀한다. 그 대체로서 모핑을 모티브로 변신 로봇적인 존재이다"닌자 맨"이 새로 투입됐고 같은 모습 그대로 등신대에서 거대전까지 치르겠다는 그 특성상 일부 자료에서는 이 닌자 맨"6번째의 전사"로 다루고 있는 것도 존재한다. 이야기도 반환점을 지난 뒤 등장이었지만, 그 명랑하고 활발한 캐릭터가 인기를 끌발매된 장난감도 대히트 상품이 됐다.
총 매출은 137억엔, 내 완구 매출은 78억엔를 기록했다.

## 줄거리
전국 시대 때의 닌자들은 인간계를 정복하고자 하는 요괴들과 긴 세월에 온 극심한 싸움을 벌이고 있었다. 싸움 끝에 츠루히메를 필두로 하는 5명의 숨김류 닌자가 전설의 세 신장보다 주어진 〈봉인의 문〉내부로 총 대장 느라리효은과 방대한 요괴 에너지를 가두어두기에 성공했다. 요괴들은 지도자와 힘을 잃고 쇠퇴한다.
그리고 400년. 닌자가 인간 세상에서 사라진 현대에서 지금은 일반인으로서 살고 있는 숨김식의 후예들...사루토비 사스케의 자손·사스케와 키리가 쿠레 사이조의 후손 싸이 코끼리 두 사람은 우연한 일이 계기로 인간 사회에 동화되어 숨어 살던 요괴 카파에 속아서 봉인의 문을 열어 버리기, 요괴들을 부활시키고 만다.
조상 대대로 〈봉인의 문〉을 지켜본 츠루히메가의 24대째 츠루히메는 요괴의 부활을 감지하고 봉인 5닌자의 후예, 사스케와 사이 코끼리 그리고 미요시 키요미 소나기의 후손 세이 카이와 지라이야의 자손·지라이야를 모아 함께 〈카쿠레인저〉로서 요괴의 다시 봉인을 결의한다.
크레이프 가게를 운영하면서 요괴 봉인의 여행을 계속한 5명. 그러나 전혀 흩어지고 움직이고 있었던 요괴들 뒤편에서 사악한 존재가 나타나고 그들은 힘겨운 싸움을 겪게 될 것...

## 카쿠레인저
전국시대에 탄생한 퇴마 전문 닌자 집단 카쿠레류(隠流)라는 술법을 쓰는 자의 후예들. 츠루히메와 지라이야는 닌자로서의 교육을 받고 있었지만, 사스케, 사이조, 세이카이는 후손일뿐이지 원래는 일반인이었다. 또한 전작과 같이 성의 설정은 없다. 평소에는 네코마루라는 버스 형태의 생명체로 이동하며. 이동식 카페를 운영하면서 지내고 있다.
여담이지만 1화에서 제일 처음 등장했던 사스케와 사이조를 맡은 오가와 테루아키와 츠치다 히로시는 현재 성우로 활동중이다. 히로세 사토미는 슈퍼 전대 관련 영상만 출연중이고, 그 외 대표작이 없고, 카와이 슈는 가면라이더 쿠우가에서 1회성 악역으로 출연한 거 이외에는 출연작이 없다. 케인 코스기는 현재 헐리우드에서 활약중이다.
- 닌자 레드 / 사스케 (サスケ) (국내명(파워레인저 캡틴포스): 닌자 레드 / 사스케) (26세 (1968년 출생))
- 닌자 화이트 / 츠루히메 (鶴姫) (국내명(파워레인저 캡틴포스): 닌자 화이트 / 학희) (15세 (생일: 1978년 7월 22일))
- 닌자 블루 / 사이조 (サイゾウ) (국내명(파워레인저 캡틴포스): 닌자 블루 / 사이조) (22세 (1972년 출생))
- 닌자 옐로 / 세이카이 (セイカイ) (국내명(파워레인저 캡틴포스): 닌자 옐로 / 세이카이) (24세 (1970년 출생))
- 닌자 블랙 / 지라이야 (ジライヤ) (국내명(파워레인저 캡틴포스): 닌자 블랙 / 지라이야) (20세 (1974년 출생))

## 출연진

### 레귤러/정규
- 사스케 / 닌자 레드 (음성) - 오가와 테루아키
- 츠루히메 / 닌자 화이트 (음성) - 히로세 사토미
- 사이조 / 닌자 블루 (음성) - 츠치다 히로시
- 세이카이 / 닌자 옐로 (음성) - 카와이 슈
- 지라이야 / 닌자 블랙 (음성) - 케인 코스기
- 모모치 산다유 - 사키모토 아키라 (1화 ~ 31화)
- 귀공자 주니어 / 햐쿠멘로 (음성) - 엔도 켄이치
- 유가미 박사 - 아키마 노보루
- 하쿠멘로/요시테루 - 고다이 타카유키
- 아야메 : 스즈키 마오 (제15화 - 제20화), 이카마 미키 (제35화 - 최종화)
- 사쿠라 : 사키타 메구미
- 스이렌 : 혼다 준코
- 유리 : 노구치 리츠코
- 란 : 타나베 치에
- 야담가 : 산유테이 엔조

### 음성 출연
- 닌자맨 / 사무라이맨 - 야오 카즈키
- 무적장군 - 홋타 유키
- 은대장군, 츠바사마루 - 마츠모토 타이
- 요괴 대마왕 - 시바타 히데카츠